# Slag bij Kunyang
De Slag bij Kunyang vond op 7 juli 23 n.Chr. plaats. De Chinese keizer Wang Mang had een veldtocht georganiseerd om de stad Kunyang, een bolwerk van opstandelingen, die "Lülin" werden genoemd, te veroveren. Ondanks dat de veldtocht groots was opgezet eindigde hij met een overwinning voor de opstandelingen. Hierdoor werd het einde van de Chinese Xin-dynastie ingeluid.

## Verloop
Aan de veldtocht nam een leger van 420.000 man deel onder leiding van de generaals Wan Xun en Wang Yi. De colonne, inclusief paarden, karren en ravitaillering, strekte zich uit over 500 kilometer. De Lülin verdedigden hun stad Kunyang (in de huidige provincie Henan) met 90.000 man. De opstandelingenleider Liu Xiu verliet de stad om versterking te werven. Hiermee wist hij in een speerpuntaanval met slechts 1.000 man de vijandelijke overmacht grote verliezen toe te brengen. Toen de  Lülin vervolgens met 3.000 man Mang Wang’s hoofdmacht aanvielen, werd Wan Xun  gedood. In de chaos die vervolgens ontstond, mede veroorzaakt door een overstroming van een nabij gelegen rivier, kwamen tienduizenden soldaten van Wang Mang om het leven. Generaal Wang Yi kon ontkomen door met zijn paard over de lichamen van zijn dode mannen weg te vluchten.

## Vervolg
Na de overmacht te hebben weerstaan zetten de opstandelingen de aanval in, wat uiteindelijk resulteerde in de val van de Xin-hoofdstad Chang'an en de dood van Wang Mang.